# Kohärente Garbe
In den mathematischen Teilgebieten der algebraischen Geometrie und komplexen Analysis sind kohärente Garben das Analogon endlich erzeugter Moduln über noetherschen Ringen.

## Definition
Es sei {\displaystyle X} ein geringter Raum, d. h. ein topologischer Raum zusammen mit einer Garbe {\displaystyle {\mathcal {O}}_{X}} von Ringen. Dann heißt eine {\displaystyle {\mathcal {O}}_{X}}-Modulgarbe {\displaystyle {\mathcal {M}}} kohärent, wenn
1. {\displaystyle {\mathcal {M}}} endlich erzeugt ist, d. h. jeder Punkt {\displaystyle x} von {\displaystyle X} hat eine offene Umgebung {\displaystyle U}, auf der eine Surjektion {\displaystyle {\mathcal {O}}_{U}^{n}\to {\mathcal {M}}_{|U}} existiert, und
2. für jede offene Teilmenge {\displaystyle U} von {\displaystyle X} und jeden Morphismus {\displaystyle {\mathcal {O}}_{U}^{n}\to {\mathcal {M}}_{|U}} ist der Kern endlich erzeugt

## Eigenschaften
- Die kohärenten Garben bilden eine abelsche Kategorie, die stabil unter Erweiterungen ist. Das bedeutet insbesondere: Ist

{\displaystyle 0\to {\mathcal {M}}'\to {\mathcal {M}}\to {\mathcal {M}}''\to 0}
eine kurze exakte Folge von Modulgarben, und sind zwei der drei Garben kohärent, so ist es auch die dritte.
- Der Träger einer kohärenten Garbe ist abgeschlossen. (Dies gilt allgemeiner für beliebige endlich erzeugte Modulgarben.)

## Kohärente Garben in der algebraischen Geometrie
- Ist {\displaystyle X} ein lokal noethersches Schema, so sind die kohärenten Garben gerade diejenigen quasikohärenten Garben, die lokal den endlich erzeugten Moduln entsprechen.
- Kohärenzsatz: Direkte Bilder und höhere direkte Bilder kohärenter Garben unter eigentlichen Morphismen sind kohärent, sofern das Zielschema lokal noethersch ist. Ist insbesondere {\displaystyle A} ein noetherscher Ring und {\displaystyle X} ein eigentliches {\displaystyle A}-Schema, so sind die Kohomologiegruppen kohärenter Garben als {\displaystyle A}-Moduln endlich erzeugt.

## Kohärente Garben in der komplexen Analysis
- Kohärenzsatz von Oka: Im Unterschied zur algebraischen Geometrie ist die Tatsache, dass {\displaystyle {\mathcal {O}}_{X}} selbst kohärent ist, nicht trivial.
- Direkte Bilder und höhere direkte Bilder kohärenter Garben unter eigentlichen holomorphen Abbildungen sind kohärent.